# Gânglio nervoso
Gânglios nervosos são uma estrutura do sistema nervoso responsável por transmitir sinais do sistema nervoso central aos nervos periféricos. São divididos entre gânglios autônomos e sensitivos e se localizam fora do sistema nervoso central. Dentro do sistema nervoso central, estes aglomerados são conhecidos como núcleos.

## Definição
Gânglios nervosos são aglomerados de corpos celulares de neurônios que funcionam como centros de transmissão de sinais entre o sistema nervoso central e os nervos periféricos, localizando-se fora do sistema nervoso central e próximos aos órgãos de destino, ao longo da medula espinal e no sistema nervoso autônomo.

### Gânglios autônomos
Quando o sistema nervoso central (cérebro ou medula espinal) envia um comando para algum órgão, a mensagem é levada até o gânglio autônomo por neurônios revestidos com bainha de mielina, chamados neurônios pré-ganglionares. Após receber a mensagem, o gânglio transmite a informação para outros neurônios que não possuem bainha de mielina e que são responsáveis por repassar o comando para o órgão de destino, chamados neurônios pós-ganglionares.
Os gânglios simpáticos ficam próximos à medula espinhal e por isso seus neurônios pré-ganglionares são curtos, ao passo que os neurônios pós-ganglionares são longos devido à distância até as células de destino. Dividem-se entre os gânglios paravertebrais, organizados em duas cadeias paralelas ao longo da coluna vertebral, e os gânglios pré-vertebrais, localizados na cavidade abdominal. Os gânglios parassimpáticos estão situados perto ou dentro dos órgãos de destino, fazendo com que seus neurônios pré-ganglionares sejam muito mais longos que os neurônios pós-ganglionares.

### Gânglios sensitivos ou sensoriais
Os gânglios sensitivos ou sensoriais reúnem neurônios que levam informações dos receptores sensoriais (pele, músculo e outros órgãos) até o sistema nervoso central. Localizam-se "na raiz dorsal dos nervos espinais e nos nervos cranianos trigêmeo, facial, glossofaríngeo e vago".